# Affaires étrangères (roman)
Pour les articles homonymes, voir Affaires étrangères.
Affaires étrangères est un roman de Jean-Marc Roberts publié le 1er novembre 1979 aux éditions du Seuil et ayant reçu le prix Renaudot la même année.

## Adaptation
Le roman a été adapté au cinéma par Pierre Granier-Deferre et Christopher Frank sous le titre Une étrange affaire.

## Éditions
- Affaires étrangères, Éditions du Seuil, 1979,  (ISBN 978-2-02-005449-2).